# 암흑 계몽주의
암흑 계몽주의(暗黑啓蒙主義, 영어: Dark Enlightenment) 또는 신반동주의(neo-reactionary, NRx)는 2000년대에 일부 인터넷 블로거나 정치 이론가들에 의해 발전한 반민주주의, 반평등주의, 반동주의적 정치 철학 및 운동이다. "암흑 계몽주의"라는 이름은 계몽주의 시대에 반대한다는 의미와 함께 중세 암흑시대에 대한 부정적 평가에 대응한 옹호의 의미를 가지고 있다. 이들은 역사가 계속되는 진보의 결과로 자유민주주의와 입헌군주제를 향해 필연적으로 나아간다는 휘그사관을 거부하고 절대군주제나 관방주의 등 전통적 사회 구조와 오래된 정부 형태로의 회귀를 옹호한다.
2007~2008년에 소프트웨어 엔지니어이자 블로거인 커티스 야빈(Curtis Yarvin)은 멘시어스 몰드버그(Mencius Moldbug)라는 필명으로 글을 쓰면서 암흑 계몽주의의 바탕이 될 구체적인 사상을 밝히기 시작했다. 그의 이론은 철학자 닉 랜드(Nick Land)가 에세이에서 "암흑 계몽주의"라는 용어로 공식화하고 확장하였다. 2017년부터 그 지지자들은 여러 온라인 포럼에서 활동했다. 2021년 커티스 야빈은 터커 칼슨의 폭스 뉴스 쇼에 출연하여 그가 "대성당"이라고 묘사한 기성 권력 구조가 현재 국가를 통제하고 있다고 주장했다.
암흑 계몽주의의 핵심 사상은 자유가 민주주의와 양립할 수 없다는 믿음으로, 랜드가 밝힌 바와 같이 피터 틸과 같은 자유지상주의자들에게서 영감을 받았다. 그 지지자들은 현대 국가, 민주주의, 정부 관료제가 권위주의적인 도시 국가의 형태로 대체되어야 한다고 믿으며, 신반동주의 블로그에서는 이상화된 중세 왕국이나 싱가포르 등 현대 국가가 사례로 들어진다. 또한 이들은 과거 마르크스주의자들이 만든 가속주의 개념을 수용하면서 그 목표를 공산주의가 아닌 신반동주의 국가로 채택한다.

## 같이 보기
- 반동주의
- 반계몽주의
- 고자유지상주의
- 지적 다크웹